# Amin Hazbavi
Mohammad Amin Hazbavi (en persa: محمدامين حزباوى; Ahvaz, 6 de mayo de 2003) es un futbolista iraní que juega en la demarcación de defensa para el Sepahan SC de la Iran Pro League.

## Selección nacional
Tras jugar en varias categorías inferiores de la selección, finalmente hizo su debut con la selección absoluta de Irán el 21 de marzo de 2024 en un encuentro de clasificación para la Copa Mundial de Fútbol de 2026 contra Turkmenistán que finalizó con un resultado de 5-0 a favor del combinado iraní tras los goles de Omid Noorafkan, Sardar Azmoun, Mohammad Mohebi y un doblete de Hossein Kanaani.

## Clubes
| Club       | País  | Año       | Partidos | Goles |
| ---------- | ----- | --------- | -------- | ----- |
| Foolad FC  | Irán  | 2021-2023 | 21       | 3     |
| Al Sadd SC | Catar | 2023-2024 | 25       | 1     |
| Sepahan SC | Irán  | 2024-     | 26       | 4     |